# Província d'Alborz
Província d'Alborz (persa: استان البرز, Ostān-e Alborz) és una de les 31 províncies de l'Iran. Karaj és la capital de la província, que es troba a 10 km a l'oest de Teheran, als peus de les muntanyes d'Alborz. Alborz és la província més petita de l'Iran en termes d'àrea.
En el moment del Cens Nacional de 2006, els districtes que després formarien la província tenien una població de 2.053.233 habitants. El primer cens després de la creació de la província d'Alborz va comptar amb 2.412.513 persones el 2011. Segons el cens nacional de 2016, la població havia augmentat fins a 2.712.400 persones, de les quals el 92,6% vivia en zones urbanes. La majoria de la població d'Alborz s'identifica com a perses ètnics.

### Ciutats
Segons el cens de 2016, 2.512.737 persones (més del 92% de la població de la província d'Alborz) viuen a les ciutats següents: Asara, 1.339, Chaharbagh, 48.828, Eshtehard, 29.993, Fardis, 181.174, Garmdarreh, 22.726, Kamal Shahr 141.669, Karaj 1.592.492, Kuhsar, 10.940, Mahdasht, 62.910, Meshkin Dasht, 62.005, Mohammadshahr, 119.418, Nazarabad, 119.512, Shahr-e Jadid-e Hashtgerd 42.147.

## Transport
- Metro: el metro de Teheran està connectat amb Karaj a través de la línia 5 (verd fosc). Hi ha 3 estacions de metro a la província: Karaj, Mohammadshahr i Golshahr. L'altra línia de Golshahr a Hashtgerd té 25 quilòmetres de llarg i té la capacitat de transportar 250.000 passatgers diaris.[7][8]

- Tren: tots els trens que connecten Teheran amb la part occidental de l'Iran i els que van a Turquia, passen per Karaj i la majoria paren a l'estació de tren de Karaj.

- Autobús: Karaj és a la Free Way 2, que connecta Teheran i Tabriz.[9]

- Taxi compartit: diverses estacions de taxis compartits (savari) ofereixen la possibilitat de venir des de Teheran a diferents parts de la província d'Alborz. Les estacions es troben a Vanak, Tajrish, Enghelab i Azadi. El seu preu oscil·la entre els 40.000 i els 50.000 rials, segons les seves rutes.[10][11]

## Divisions administratives
| Divisions administratives                                 | 2011      | 2016      |
| --------------------------------------------------------- | --------- | --------- |
| Comtat de Chaharbagh 1                                    | —         | —         |
| Comtat d'Eshtehard                                        |           | 37.876    |
| Comtat de Fardis                                          |           | 271.829   |
| Comtat de Karaj                                           |           | 1.973.470 |
| Comtat de Nazarabad                                       |           | 152.437   |
| Comtat de Savojbolagh                                     |           | 259.973   |
| Comtat de Taleqan                                         |           | 16.815    |
| Total                                                     | 2.412.513 | 2.712.400 |
| 1Separated from Savojbolagh County after the 2016 census. |           |           |